# Rudolf Noack
Rudolf Noack (Harburg (Elbe), 30 maart 1913 - Sovjet-Unie, waarschijnlijk 30 juni 1947) was een Duitse voetballer.

## Carrière
Hij speelde eerste bij de clubs Hertha 09 Harburg en VfR 07 Harburg alvorens in 1931 te gaan spelen voor SV 1924 Harburg. In zijn eerste wedstrijd scoorde hij vijf doelpunten. Datzelfde jaar maakte hij nog de overstap naar het grote Hamburger SV.
Op het WK van 1934 scoorde hij in de wedstrijd tegen Tsjecho-Slowakije. Duitsland werd derde op dat WK. Noack speelde ook nog voor Victoria Hamburg en het Oostenrijkse First Vienna FC, waarmee hij in 1943 de Duitse beker won.
Noack overleed in 1947 als krijgsgevangene in de Sovjet-Unie.